# Хоккей с шайбой в Беларуси
Хоккей с шайбой в Белоруссии — приоритетный вид спорта в Белоруссии.

## Советский период белорусского хоккея
Во время нахождения Белоруссии в составе СССР белорусский хоккей развивался в составе советской школы. Хоккейные клубы — представители Белоруссии дебютировали в чемпионате СССР 1950—1951. В 1950—1953 Белоруссию в советском первенстве представлял «Спартак» (Минск), в 1966-1977 — «Торпедо» (Минск), в 1978—1991 — «Динамо» (Минск).

## Белорусский хоккей после распада СССР

### Клубный хоккей

#### Чемпионаты СНГ и МХЛ
В 1991—1992 ХК «Динамо» Минск участвовал в чемпионате СНГ. В 1992—1993 минские динамовцы представляли Белоруссию в МХЛ. В 1993—1996 в МХЛ участвовал минский «Тивали».

#### Восточно-Европейская хоккейная лига
В розыгрыше Восточно-Европейской хоккейной лиги в разные годы принимали участие разные хоккейные клубы из Белоруссии:
- Белсталь — 1995—1996
- Витебск — 2001—2004
- Гомель — 2001—2004
- Гомель-2 — 2003—2004
- Керамин — 1995—2004
- Легион — 1999—2000
- Неман — 1995—2004
- Неман-2 — 1998—1999, 2001—2002
- Полимир — 1995—2003
- Тивали — 1996—2000
- Химволокно — 2002—2004
- Химволокно-2 — 2003—2004
- Химик-ШВСМ — 1998—1999
- СДЮШОР Юность — 1999—2000
- Юниор — 2003—2004

#### Открытый чемпионат Белоруссии
После распада ВЕХЛ белорусская экстралига получила статус международной. В разное время в ней играли клубы из Белоруссии, Латвии и Украины. Победитель экстралиги объявляется чемпионом Белоруссии. Действующим чемпионом экстралиги является «Неман» Гродно. Также в Белоруссии действует высшая лига, а также юниорская и юношеская лиги.

#### КХЛ
В Континентальной хоккейной лиге Белоруссия представлена минским «Динамо». Клуб выступает не очень удачно — 19-е место в сезоне 2009-2010. В сезоне 2010—2011 клуб вышел в стадию плей-офф.

#### Кубок Федерации
В 1995—1996 новополоцкий «Полимир» дошёл до 1/4 финала Кубка Федерации.

#### Континентальный кубок
В 1997—1998 минский «Тивали» участвовал в первом раунде Континельного кубка, а «Полимир» принял участие в третьем раунде. В 1998—1999 в третьем раунде приняли участие «Полимир» и гродненский «Неман». В 1999—2000 «Неман» принял участие в третьем раунде, а в первом раунде Белоруссию представляла минская «Юность». В 2000—2001 ХК Минск дошёл до 3-го раунда. В сезоне 2001—2002 «Неман» представлял Белоруссию во 2-м раунде, а ХК Минск вновь дошёл до третьего раунда. В 2002—2003 во втором раунде участвовали «Гродно» и могилёвское «Химволокно», а «Керамин» занял 4-е место. В 2003—2004 «Керамин» занял 5-е место, а ХК Гомель выиграл серебро. В 2004—2005 «Юность» участвовала во втором раунде турнира, в 2005—2006 — в третьем, а в 2006—2007 сумела выиграть турнир. Однако в сезоне 2007—2008 клуб выступил неудачно и не сумел преодолеть второй раунд турнира. В сезоне 2008—2009 минский «Керамин» вновь занял 4-е место. В сезоне 2009—2010 «Юность» выиграла серебро турнира.

#### Кубок Шпенглера
В 2009 клуб «Динамо» Минск выиграл кубок Шпенглера.

### Сборные команды

#### Основная сборная

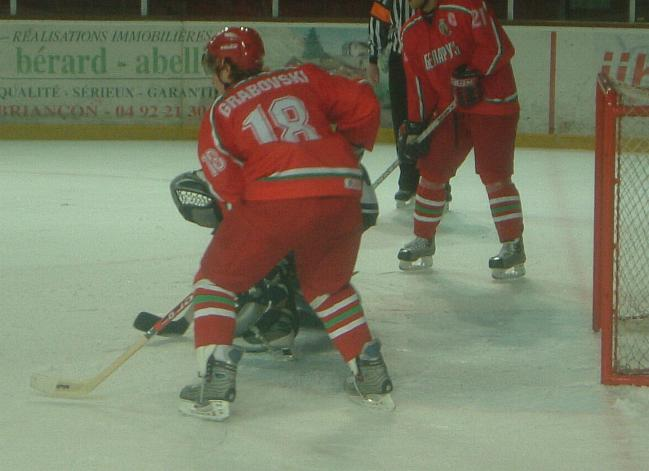
Михаил Грабовский

Основная сборная Белоруссии занимает 10-е место в рейтинге ИИХФ. Команда участвовала на чемпионатах мира 1998, 1999, 2000, 2001, 2003, 2005, 2006, 2007, 2008, 2009 и 2010 и на Олимпийских турнирах 1998, 2002 и 2010. Наилучшее достижение на Олимпиаде — выход в полуфинал, на чемпионате мира — выход в четвертьфинал.

#### Молодёжная сборная
Молодёжная сборная Белоруссии не входит в число мировых лидеров. Команда участвовала на молодёжных чемпионатах мира 1999, 2001, 2002, 2003, 2005 и 2007. Наивысшее достижение команды — предпоследнее (9-е место). Дальше группового раунда команда не выходила.

#### Юниорская сборная
Юниорская сборная Белоруссии также не входит в число мировых лидеров. Команда участвовала в юниорских чемпионатах мира 2000, 2002, 2003, 2004, 2006, 2008 и 2010. Наивысшее достижение команды — 5-е место.

## Любительский хоккей
В последнее время в республике активно растёт популярность любительского хоккея. Организуются соревнования любительских команд. Ежегодно проходят соревнования Ночной Хоккейной Лиги (НХЛ) и Любительской Хоккейной Лиги (ЛХЛ).

## Прочее
В 2014 в Минске прошёл чемпионат мира.